# Dan Johnson
Dan Johnson es un percusionista con el guitarrista Brian "Head" Welch, y de Love and Death. Y percusionista anterior de la banda de rock metal Back From Ashes.

## Historia

### Brian "Head" Welch
En 2009, Brian "Head" Welch, el exguitarrista de Korn pedía a Johnson, al bajo Michael Valentine, a Scott Von Heldt (guitarra), Ralph Patlan (guitarra), y a Brian Ruedy (keyboards, programación) para ser parte de su grupo de música.

### Back from Ashes
En 2011, cuando Pete Hawley salió de Back from Ashes, la banda reclutó a Johnson como batería para el grupo. En febrero de 2012, Back de Ashes empleó a Bobby Anderson para tocar percusión por largo tiempo para la banda.

### Love and Death
En 2012, se reveló que Johnson formaba la banda Love and Death con Welch, con planes para un sencillo y álbum lanzado en abril de ese año.

### Red
En 2014, reemplazó al batería Joe Rickard, de la banda Red tras su salida del grupo, al cual ya sustituía durante las giras. Además se hizo cargo de la percusión en la canción "Of Beauty and Rage", del quinto álbum de estudio del grupo.